# قلعه بالاحصار (کابل)
بالاحصار یا بالاحصار کابل نام قلعه‌ای باستانی در شهر کابل، افغانستان است. طی کاوش باستان‌شناسهای فرانسوی، قدمت آن به سده دوم پیش از میلاد باز میگردد. این قلعه دارای ۲۲ برج است و از زمان تیمورشاه الی عبدالرحمن خان پایتخت و محل اقامت شاهان افغانستان بود.

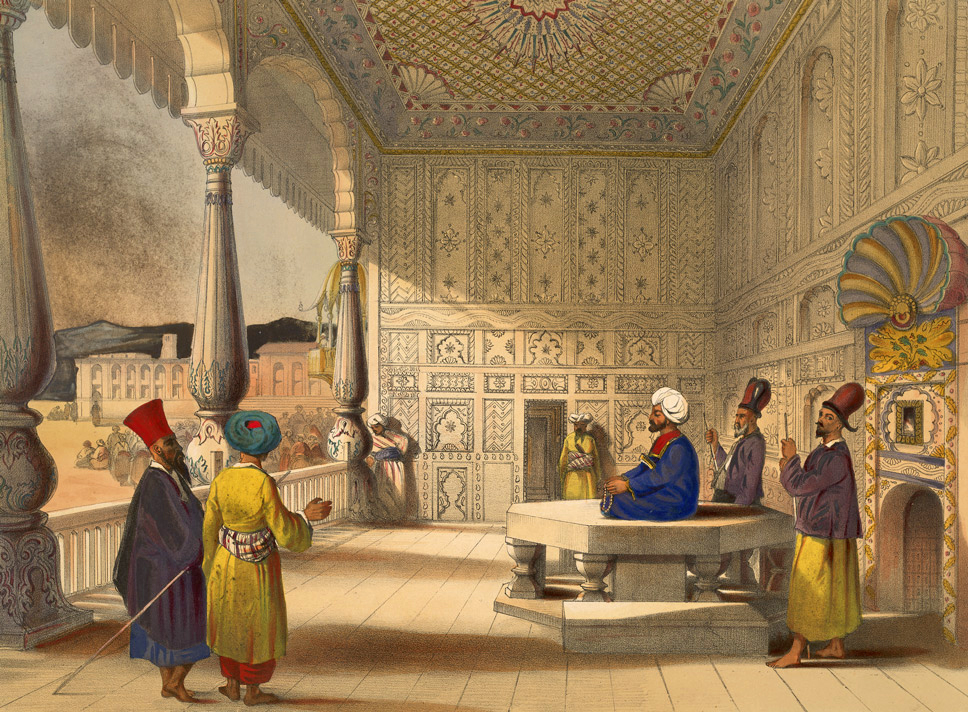
شاه شجاع درانی، آخرین حاکم امپراتوری درانی، در دربار خود در بالاحصار نشسته است.

## تاریخچه
تاریخ ساخت این قلعه به حدود قرن ۲ میلادی می‌رسد. این دژ یا دیوار/حصار در حدود سه قرن (از قرن دوم تا پنجم مسیحی) آبادی روی پشته بالاحصار به شکل اثر مذهبی ساخته شده که نقاط مجاور می‌توان آن را نیایشگاه بودائی خواند که احتمالاً بعید نیست که شالوده اولین قلعه جنگی در همین زمان بدست یکی از شاهان هپتالی (هون) بوده باشد. قلعه‌ای است که بر فراز تپه‌ای در دامنه کوه شیر دروازه در جنوب شرق شهر کابل ساخته شده‌است.
این قلعه توسط بابر، بنیانگذار امپراتوری مغول، در سال ۱۵۰۴ محاصره و فتح شد. پس از اینکه اکبر کبیر جانشین پدرش شد و حکومت خود را بر کابل تثبیت کرد، بالاحصار اقامتگاه اصلی صوبه‌دار (والی) کابل شد.
تیمورشاه که پایتخت افغانستان را از قندهار به کابل انتقال داد و در بالاحصار کابل جاگزین شدند. تا عصر سلطنت امیر عبدالرحمن پایتخت در همان‌جا بود.
بالا حصار به دلیل اهمیت استراتژیک و قدمت تاریخی‌اش یک مکان دارای ارزش تاریخی است. این بنا شاهد جنگ‌های خونین بوده‌است. در جنگ اول افغان و انگلیس (۱۸۳۹ – ۱۸۴۲) و جنگ دوم افغان و انگلیس (۱۸۸۰–۱۸۷۸) و بعد در زمان حکومت‌های چپی افغانستان این قلعه به عنوان مرکز مهم رزمی استفاده می‌شد. حتی یکی از مبارزه رزمی ضدانقلاب بر ضد دولت چپی افغانستان نیز از همین قلعه آغاز شد که به قیام بالاحصار مشهور است.
در سال‌های اخیر نیز نیروهای ناتو در این قلعه جابجا بودند.
پس از کودتای رزمی خلقی‌های طرفدار خط شوروی در ۷ ثور ۱۳۵۷ و آغاز مبارزه ناراضیان بر ضد رژیم چپگرا، مبارزه مسلحانه و قهرآمیز از بالاحصار آغاز گردید که در تاریخ به نام «قیام بالاحصار» مشهور است. این قیام به‌وسیله «گروه انقلابی خلق‌های افغانستان به پشتیبانی غرب بخاطر ضد شوروی کهنه» (که بعدها به نام سازمان رهایی افغانستان تغییر نام داد) و پنج حزب و سازمان ملی و اسلامی دیگر از جمله «حرکت اسلامی افغانستان ساخت عربستان و پاکستان» به تاریخ ۱۴ اسد ۱۳۵۸ به راه افتاد اما به سختی سرکوب و بخون نشست. ده‌ها تن از قیام‌کنندگان کشته شدند و تعدادی نیز دستگیر و بعداً در زندان پلچرخی اعدام گردیدند. از جمله رهبران این قیام گل احمد بود که جان باخت.

## تصاویر

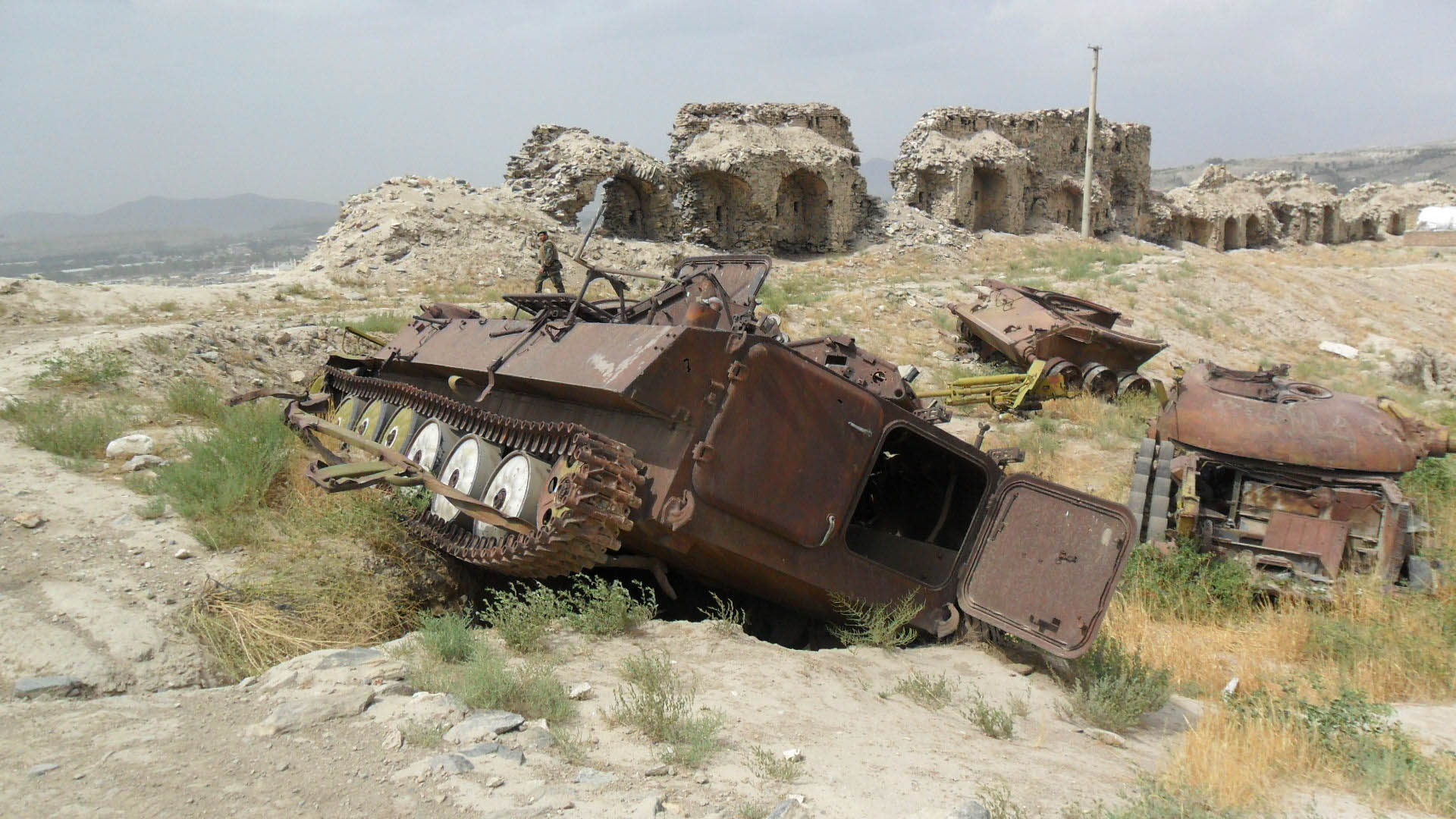
نمای بالا بالاحصار با لاشه زره‌ای‌های جنگی
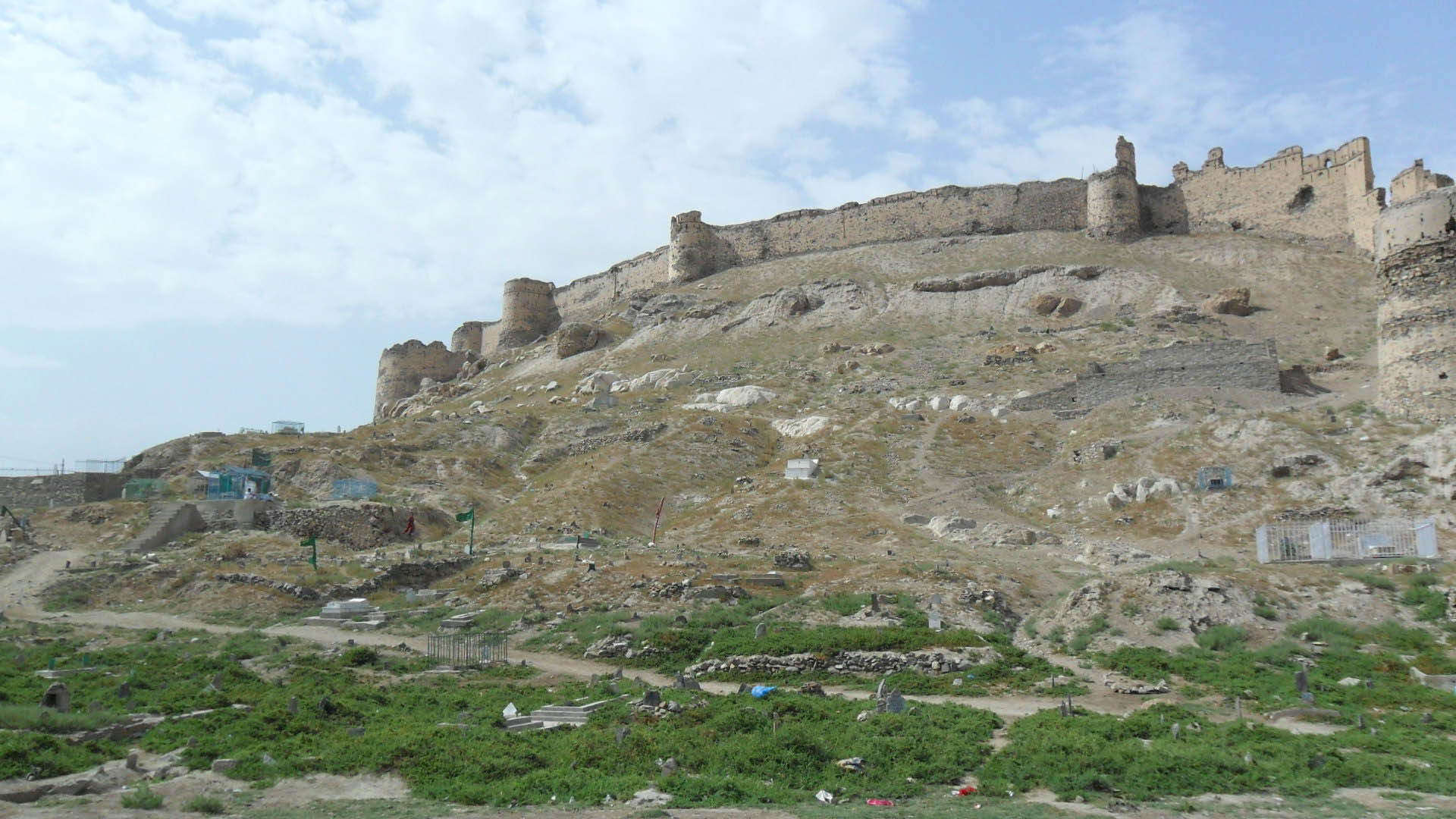
بالاحصار و قبرستان در پایین
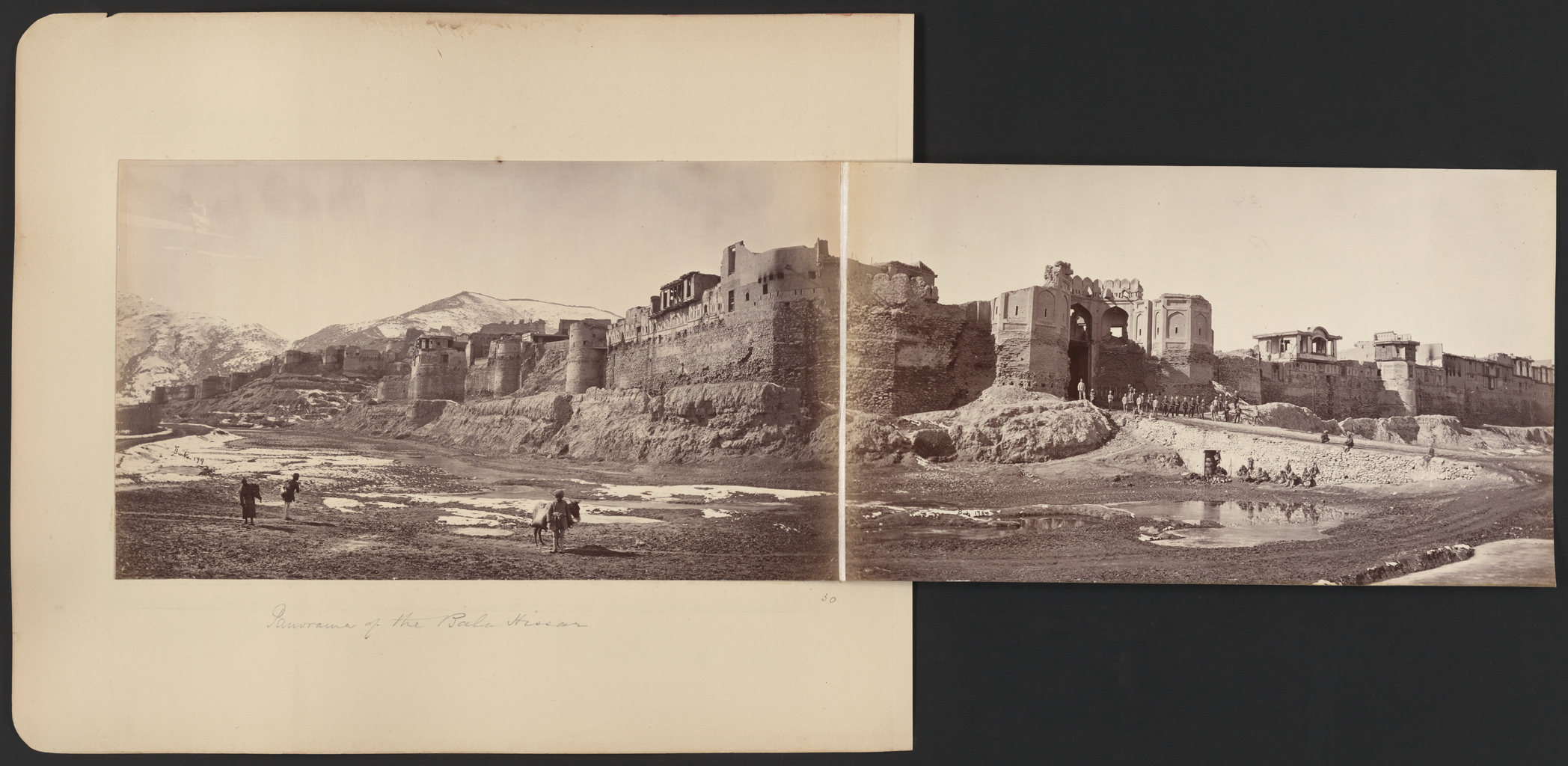
بالاحصار از آلبومی از عکس‌هایی که افراد و مکان‌های مرتبط با جنگ دوم انگلیس و افغانستان را نشان می‌دهد.